# Бобрик (Роменський район)
Бо́брик — село в Україні, у Роменській міській громаді Роменського району Сумської області. Населення становить 1893 особи. Входить до складу Роменської міської громади. Село до 2020 було центром Бобрицької селищної ради, до якої входили села: Лукашове, Новокалинівка та селище Біловодське.

## Географія
Село Бобрик розташоване на лівому березі річки Сула, вище за течією на відстані 2.5 км розташоване місто Ромни, нижче за течією примикає селище Біловодське, на протилежному березі — село Піски. По селищу протікає струмок із запрудою. Через село проходить автомобільна дорога Т 1913, залізниця, станція Бобрик.

## Історія
- На території села знайдено поселення Залізної доби.
- Село Бобрик відоме з кінця XVIII століття.
- Бобрик на початку XX століття було заможним селом, населення якого складали селяни та козаки. На його території діяли селітряні, цегляний, сажовий та цукровий заводи. В 1905 році побудували паровий млин. Відкриття млина було значущою подією і, як зазначають місцеві старожили, зібрало багато людей. Дуже скоро звістка про те, що на млині виробляють борошно вискої якості, поширилася по окрузі, тому, щоб здати своє зерно, потрібно було записуватися в чергу за півтора чи два місяці наперед.
- За гроші місцевого поміщика М. Камстадіуса в селі у 1910 році збудували церкву та школу для сільських дітей.
- 12 червня 2020 року, відповідно до розпорядження Кабінету Міністрів України № 723-р «Про визначення адміністративних центрів та затвердження територій територіальних громад Сумської області», село увійшло до складу Роменської міської громади[1].
- 19 липня 2020 року, в результаті адміністративно-територіальної реформи та ліквідації Роменського району(1930—2020), увійшло до складу новоутвореного Роменського району[2].
- 7 грудня 2023 року у Бобрицькій ЗЗСО І-ІІІ ступенів Роменської міської ради відбулося урочисте відкриття меморіальної дошки на честь  учня цього навчального закладу Юрія Олексійовича Ляха - учасника російсько-української війни[3][4].

## Населення

### Мова
Розподіл населення за рідною мовою за даними :
| Мова            | Кількість | Відсоток |
| --------------- | --------- | -------- |
| українська      | 1831      | 96.73%   |
| російська       | 45        | 2.38%    |
| вірменська      | 8         | 0.42%    |
| білоруська      | 1         | 0.05%    |
| інші/не вказали | 8         | 0.42%    |
| Усього          | 1893      | 100%     |

## Економіка
- Бобриковський міжгосподарський комбікормовий завод.
- Біловодський комбінат хлібопродуктів
- Роменський молочний комбінат.
- «Бобрицьке», ТОВ.

## Соціальна сфера
- Будинок культури.
- Бобрицька загальноосвітня школа І — ІІІ ступенів

## Пам'ятники
- Могила радянських солдат.

## Відомі люди

### Народилися
- Надія Волинець (нар. 1946) — українська громадсько-культурна діячка.
- Зосенко Купріян Федорович (1907—1987) — український художник.
- Матвієвський Павло Євменович (1904—1987) — учень академіка Дмитра Яворницького, професор історії Оренбурзького державного педагогічного університету.

### Працювали
- Йосип Дудка (1915—1990) — український поет і педагог, викладав російську мову у середній школі.
- Лада Ганна Яківна (1940) — головний агроном колгоспу «Комуніст» Роменського району Сумської області. Депутат Верховної Ради УРСР 11-го скликання.
- Лях Юрій — український військовик, учасник російсько-української війни[6][3].

## Цікаві факти
В селі зберігся дореволюційний паровий млин. За більш ніж сто років експлуатації на млині були перероблені десятки або навіть сотні тисяч тонн зерна, але досі вальцьові вали перебувають у тому стані, який дозволяє отримувати борошно високої якості.